# Huseník hajní
Huseník hajní (Arabis nemorensis) je bylina která z české přírody rychle mizí, trvale se snižuje počet lokalit na kterých se vyskytuje. Je to druh z rodu huseník; někdy je huseník hajní považován za synonymum druhu Arabis planisiliqua.

## Výskyt
Hlavní těžiště fragmentovaného rozšíření je ve střední a jihovýchodní Evropě a dále se vyskytuje v západní Sibiři a v Zakavkazsku. V Evropě je areál výskytu na západě ohraničen Rýnem, na jihu Alpami a severem Balkánu, na severu jihem Skandinávie. V České republice se vyskytuje jen vzácně.
Roste ve vlhkých slatinných nebo naplavených půdách bohatých na dostatek živin, ve světlých lužních lesích a méně často na antropogenních stanovištích.

## Popis
Dvouletka až krátce vytrvalá rostlina dorůstající do výše 30 až 100 cm. Z přízemní růžice listů vyrůstá obvykle jen jedná lodyha která je mnohdy již od báze rozvětvená. Bývá alespoň ve spodní části porostlá přitisklými, krátce stopkatými až téměř přisedlými dvou až čtyřramennými chlupy prolínající se s krátkými jednoduchými. V horní části je někdy holá, světle zelená nebo nafialovělá. V růžici jsou listy s čepelemi obvejčitými až eliptickými které se postupně zužují do řapíku. Lodyžní listy vyrůstají střídavě a velmi hustě, lodyha jich může mít 20 až 90. Spodní jsou odstávající až přisedlé, mají zaokrouhlenou bázi a jsou celokrajné. Střední a horní listy přisedají objímavou srdčitou bázi s oušky těsně přitlačenými k lodyze, po obvodě mají po každé straně tři až šest hlubokých zubů a jsou tvaru vejčitého až kopinatého. Všechny listy jsou porostlé dvou a více ramennými dlouze stopkatými i jednoduchými chlupy, listy lodyhy jsou delší než jejích internodia.
Bohaté, prodloužené hroznovité květenství je tvořeno oboupohlavnými květy na stopkách 2,5 až 4,5 mm dlouhých. Čtyři kališní lístky jsou 2 až 3 mm dlouhé a čtyři bílé, úzce klínovité korunní lístky bývají velké 3 až 6 × 0,7 až 1,4 mm. Rostliny kvetou v dubnu až červnu, opylují se entomogamně nebo autogamně.
Husté souplodí je tvořeno početnými přímými šešulemi které bývají široké do 1 mm a dlouhé do 50 mm, v místech semen jsou chlopně šešulí mírně hrbolaté a na konci mají trvalou čnělku. Hnědá, široce vejčitá semena bývají dlouhá 1,3 mm a po obvodě mají velmi úzký křídlatý lem. Rostlina se rozmnožuje výhradně semeny.

## Ohrožení
V Česku se huseník hajní nikdy nevyskytoval hojně, řídce rostl v termofytiku okolo velkých vodních toků (hlavně v Polabí) a ojediněle v mezofytiku, ve vyšších polohách obvykle zcela chyběl. V současnosti jeho přirozených stanovišť značně ubylo a na mnoha tradičních místech se stal nezvěstným.
V "Seznamu zvláště chráněných druhů rostlin" stanoveném vyhláškou Ministerstva životního prostředí ČR č. 395/1992 Sb. ve znění vyhl. č. 175/2006 Sb., stejně jako v "Červeném seznamu cévnatých rostlin České republiky" z roku 2012, je klasifikován na druh kriticky ohrožený (§1) a (C1b). Podobně je druh také na Slovensku ((slovensky) arábka slatinná) hodnocen jako ohrožený a chráněn zákonem.